# Rhainopomma montanum
Rhainopomma montanum är en insektsart som först beskrevs av Kevan, D.K.M. 1950.  Rhainopomma montanum ingår i släktet Rhainopomma och familjen Lentulidae. Inga underarter finns listade i Catalogue of Life.